# Victor Brugairolles
Pour les articles homonymes, voir Brugairolles.
Victor Henri Arthur Brugairolles, né à Ganges le 29 mai 1869 et mort  à Vichy en juin 1946, est un peintre français.

## Biographie
Élève de Fernand Cormon, il se fait connaître comme peintre de marines et expose dès 1894 au Salon des artistes français où il obtient en 1898 une médaille d'honneur et en 1912 une médaille de 2e classe. 
Il est fait officier d'Académie le 15 février 1900.